# Coleophora serinipennella
Coleophora serinipennella — вид лускокрилих комах родини чохликових молей (Coleophoridae).

## Поширення
Вид поширений в Південній Європі, Північній Африці, в Західній і Центральній Азії (на схід до Японії) та в деяких регіонах Австралії. Присутній у фауні України.

## Опис
Розмах крил 14-17 мм.

## Спосіб життя
Метелики літають з червня по серпень. Личинки живляться різними видами лутиги, лободи та солонянки. Вони утворюють міни на стеблах своєї рослини-господаря. Міни великі, овальні або витягнуті, мінливої форми.